# Hermann von Osenbrügge

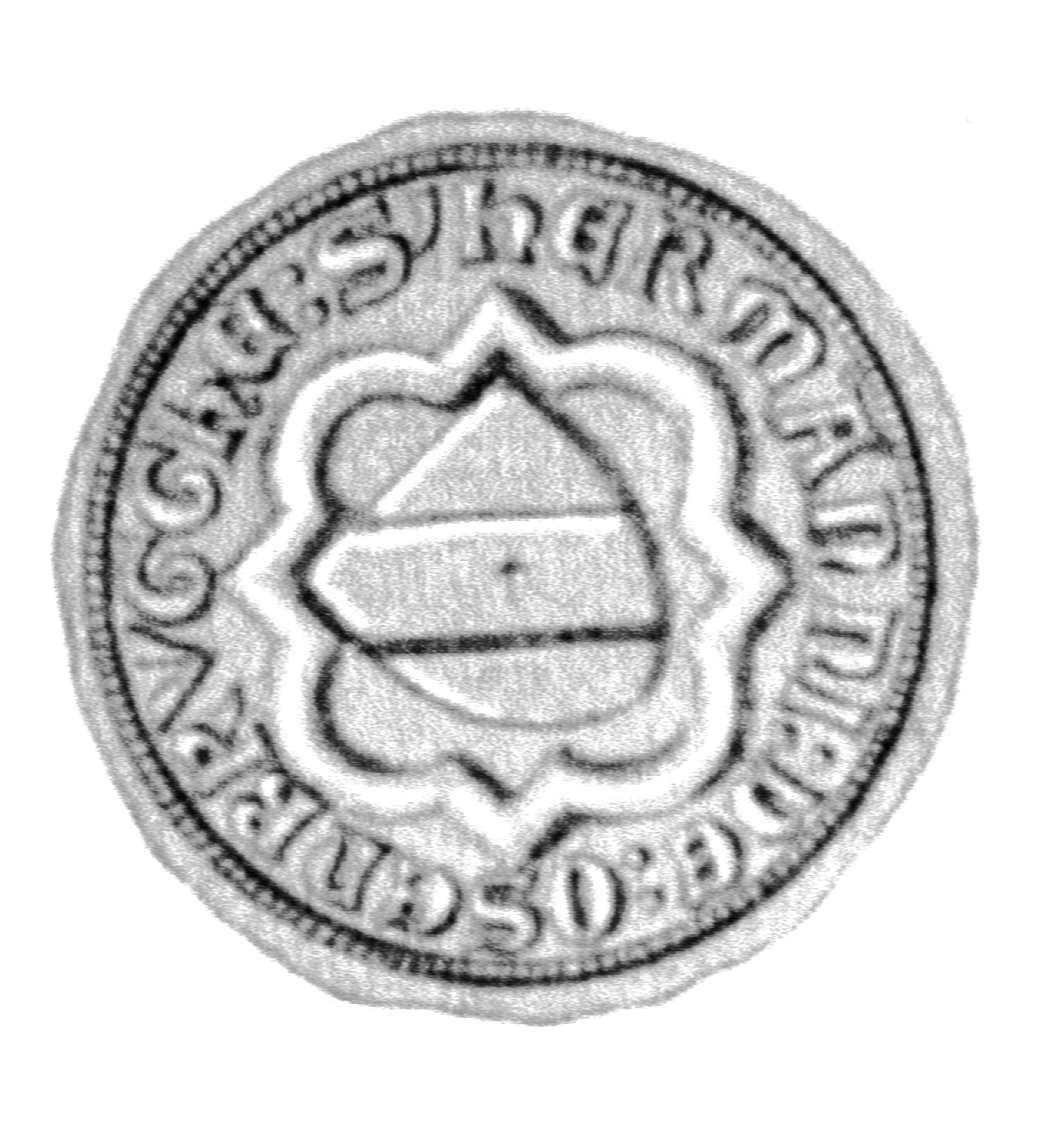
Siegel des Hermann von Osenbrügge um 1370

Hermann von Osenbrügge (* wohl vor 1343; † nach 1390) war Ratsherr und Diplomat der Hansestadt Lübeck in der zweiten Hälfte des 14. Jahrhunderts.
Hermann von Osenbrügge vertrat die Hansestadt Lübeck ab 1363 bei einer Vielzahl von Missionen ihrer Außenpolitik: zuerst 1363 als Gesandter zu den Königen Waldemar III., Håkon VI. und Magnus II., 1369 und 1370 bei Haakon VI., 1372 bei Herzog Adolf VII. von Holstein sowie bei Magnus II. und Haakon VI., 1376 nochmals zu Haakon VI. und dann 1381 nach Schonen und 1384 wieder nach Falsterbo.
1382 erreichte er für die Hanse auf Vermittlung von Königin Margarethe I. einen Vertragsschluss mit den Vitalienbrüdern in der Ostsee. Auf den  meisten Hansetagen in der Zeit von 1369 bis 1387 vertrat er gemeinsam oder im Wechsel mit dem Bürgermeister Simon Swerting und dem Ratsherrn Johann Schepenstede die Interessen Lübecks.
Osenbrügge erwarb 1375 zunächst von Otto Vieregge dessen Hälfte an den Dörfern Moisling, Niendorf und Reecke. Der Kaufpreis betrug 1650 Mark lübsche Pfennige. 1376 erwarb er von dem Johann Schepenstede die weiteren Hälften von Niendorf und Reecke hinzu, so dass diese Güter vollständig in seinen Besitz gelangten.
Er bewohnte das 1352 erworbene Haus in der Mengstraße 38 im Lübecker Kaufmannsviertel unterhalb der Marienkirche.